# Leptobryum wilsonii
Leptobryum wilsonii är en bladmossart som beskrevs av Brotherus 1903. Leptobryum wilsonii ingår i släktet Leptobryum och familjen Bryaceae. Inga underarter finns listade i Catalogue of Life.